# Gaiola (otok)
Gaiola jedan je od manjih otoka Napulja, u blizini gradske stambene četvrti Posillipo, u metropolitanskom gradu Napulju i regiji Kampanija, jugozapadna Italija. Nalazi se u sklopu "Parco sommerso di Gaiola".

## Geografija
Nalazi se nedaleko obale u Napuljskom zaljevu i dio je vulkanskog Kampanijskog otočja Tirenskog mora.
Otok se nalazi u središtu Parco Sommerso di Gaiola ili 'Podvodnog parka Gaiola', zaštićenog morskog rezervata.

## Povijest
Otok je dobio ime po šupljinama koje su načičkane obalom Posillipa. Latinska la. caveola ("mala špilja") prošao je kroz dijalekt regije i postao Caviola. Izvorno je otočić bio poznat kao Euplea, zaštitnica sigurne plovidbe, i na njemu se nalazio mali hram.
Otok je vrlo blizu obale, do kojeg se može doći uz nekoliko zamaha plivanja. Pretpostavlja se da je izvorno bio ništa više od produžetka suprotnog rta i da je umjetno odvojen tek kasnije po Lukulovu nalogu.
U 17. stoljeću otok je bio praktički prepun rimskih tvornica, dok je dva stoljeća kasnije otok služio kao baterija u obrani Napuljskog zaljeva.
Početkom 19. stoljeća na otoku je živio pustinjak zvani Čarobnjak koji je živio zahvaljujući milostinji ribara. Ubrzo nakon toga, na otoku je izgrađena vila koja se na njemu danas nalazi i koja je bila u vlasništvu pomorskog inženjera Nelsona Foleya, šogora Sir Arthura Conana Doylea. Foley je također posjedovao Vilu Bechi na kopnu nasuprot Isola di Gaiola. Od 1896. do 1903. vlasnik vile Bechi bio je Norman Douglas, autor Zemlje sirena, ali ju je on prodao natrag Foleyju. Potonji je izgradio žičaru za jednu osobu koja je povezivala otok s kopnom. 

### 20. stoljeće
Napuljska legenda smatrala je Gaiolu "prokletim otokom", koji svojom ljepotom krije "nemirnu sudbinu", "Gaiola Malediction". Ugled je posljedica čestih nesreća i preranih smrti u obiteljima njegovih vlasnika iz 20. stoljeća. Primjerice, dvadesetih godina prošlog stoljeća pripadao je Švicarcu Hansu Braunu, koji je pronađen mrtav zamotan u tepih. Nešto kasnije u moru mu se utopila supruga. Sljedeći vlasnik bio je Nijemac Otto Grunback, koji je preminuo od srčanog udara dok je boravio u otočkoj vili. Sljedeći vlasnik, farmaceutski industrijalac Maurice-Yves Sandoz, počinio je samoubojstvo u duševnoj bolnici u Švicarskoj.
Njegov kasniji vlasnik, njemački industrijalac čelika, barun Karl Paul Langheim, bio je odvučen u ekonomsku propast zbog "divljeg života". Otok je također od tada pripadao: Gianniju Agnelliju, turinskom vlasniku Fiat Automobilesa, koji je pretrpio smrt mnogih rođaka; i J. Paulu Gettyju, koji je izdaleka doživio samoubojstvo najstarijeg sina, smrt najmlađeg sina i otmicu unuka, prije vlastite smrti.
Posljednji privatni vlasnik otoka bio je Gianpasquale Grappone, koji je bio zatvoren. Novine su ponovno progovorile o "Gaiola Malediction" 2009. godine, nakon ubojstva Franca Ambrosia i njegove supruge Giovanne Sacco, koji su bili vlasnici vile nasuprot otoka.

## Danas
Otok je sada vlasništvo vlade regije Campania i zaštićeno područje unutar nje. Uključuje morski rezervat Parco Sommerso di Gaiola (Podvodni park Gaiola) u Napuljskom zaljevu. Regionalna vlada ga je dala na upravljanje Soprintendenza Archeologica. Ova javna vlast iznjedrila je Studijski centar u suradnji s NVO Centro Studi Interdisciplinari Gaiola.

## Vanjske poveznice
|  | Zajednički poslužitelj ima još gradiva o temi Gaiola (otok) |